# ترولستيجن

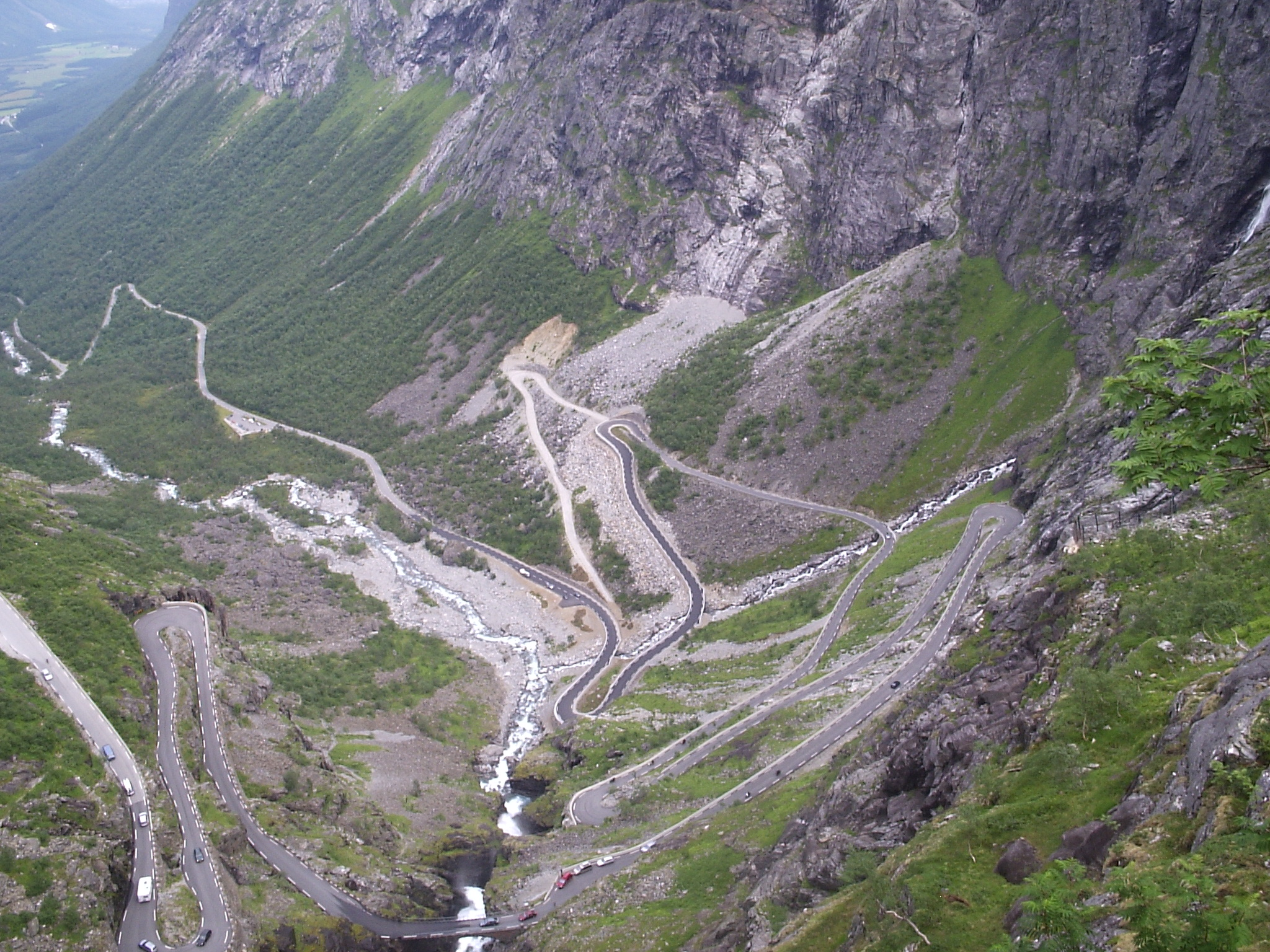
ترولستيجن بعد إجراء تعديلات عام 2005

طريق ترولستيجن (النرويجية: Trollstigen) هو طريق جبلي في مقاطعة موره ورومسدال في غرب النرويج. يتميز بمنحدراته الكثيرة وانحناءاته الخطيرة، كما يتميز أيضاً بالمناظر الطبيعية الساحرة. يُحظر على السيارات الكبيرة (مثل الشاحنات وعربات الجر) التي يزيد طولها عن 12 متر سلوك هذا الطريق. وتمر منه خلال الموسم السياحي نحو 2500 مركبة يومياً.